# 尾形杏奈
尾形 杏奈（おがた あんな、1999年5月4日 - ）は、名古屋テレビ放送（メ〜テレ）のアナウンサー。元タレント。
タレント時代はスプラウト所属だった。

## 来歴
福島県福島市出身。福島県立福島高等学校、中央大学経済学部経済情報システム学科卒業。
2020年11月19日、ミス中央コンテスト2020（期間：2020年7月13日 - 2020年11月18日）においてグランプリを獲得。
2020年12月5日、THE GRAND HALL 品川で開催されたCampus Girls' Festivalにて、セント・フォースの学生部門、スプラウトに所属することを公表。
2021年5月3日、めざましテレビのシェアTOPICSのコーナーに学生リポーターとしてテレビ初出演。
2022年1月7日、福島県警察本部管制室の一日警察所長に就任。
2022年8月31日、スプラウト退所。
2023年4月、名古屋テレビ放送（メ～テレ）に入社。同期アナウンサーは松崎杏香。
2023年7月10日、『アップ!』内の高校野球コーナー「高校球児たちの夏2023」で生放送初鳴きした。。
2023年10月2日 - 『ドデスカ！』のお天気キャスター（月～水）に就任。
2023年10月7日 - 『ドデスカ!ドようびデス。』のわがマチ撮レジャーリポーターに就任。

## 人物
趣味は、お菓子作り、友達と話すこと、旅行、音楽を聴くこと、食べること。特にラーメンが大好きで本人のインスタグラムには、過去に訪れたことのあるラーメン屋がハイライトとしてまとめられている。
特技は、カラーガード、旅行やダイエットの計画を立てること。
防災士と道の駅検定を持っている。
双子の妹がいる。

## 出演番組

### メ～テレ時代
- ドデスカ！ - お天気キャスター
  - 月～水曜担当（2023年10月3日 - ）
  - 南雲穂波の代理（2023年9月1日・4日 - 9月6日）
  - ハンバーグ師匠のジュ～散歩 つくねちゃん(2023年10月 - )
  - 125市町村 わがマチ撮レジャーリポーター（2023年10月7日 - ）
  - 月〜金曜担当（2024年9月30日-）

### スプラウト時代

#### テレビ
- めざましテレビ シェアTOPICS 学生リポーター（フジテレビ、2021年5月3日 - 2021年5月7日）[8]
- 知られざるガリバー〜エクセレントカンパニーファイル〜（2021年5月22日、テレビ東京）

#### ラジオ
- gee up sprout（FMサルース、不定期）[13][14]